# صموئيل ليم نونيز
صموئيل ليم نونيز (بالإسبانية: Samuel Lim Nuñez)‏ (24 مايو 1993 بكابياتا في باراغواي - ) هو مدرب كرة قدم ولاعب كرة قدم باراغواياني في مركز الهجوم. لعب مع Persidafon Dafonsoro ‏.

## وصلات خارجية
- صموئيل ليم نونيز على موقع قاعدة بيانات كرة القدم.إي يو (الإنجليزية)
- صموئيل ليم نونيز على موقع Soccerway.com (الإنجليزية)